# Lista de prefeitos de Jupiá
Esta é a lista de prefeitos e vice-prefeitos do município de Jupiá, do estado brasileiro de Santa Catarina.
O município foi desmembrado de Galvão, através de da lei n° 9.890, de 19 de julho de 1995, assinada pelo então governador de estado Paulo Afonso Evangelista Vieira. 
| N° | Nome                              | Partido | Vice-prefeito                        | Inicio do mandato     | Fim do mandato         | Observações                                           |
| -- | --------------------------------- | ------- | ------------------------------------ | --------------------- | ---------------------- | ----------------------------------------------------- |
| 1  | Honorato Pedro Accorsi            | PMDB    | Domingos Bastezini (PPB)             | 1º de janeiro de 1997 | 31 de dezembro de 2000 | Prefeito e vice eleitos em sufrágio universal         |
| 1  | Honorato Pedro Accorsi            | PMDB    | Pedro Valdir Bellé (PPB)             | 1º de janeiro de 2001 | 31 de dezembro de 2004 | Prefeito reeleito e vice eleito                       |
| 2  | Adilson Verza                     | PMDB    | Nadir Minozzo (PP)                   | 1º de janeiro de 2005 | 31 de dezembro de 2008 | Prefeito e vice eleitos em sufrágio universal         |
| 2  | Adilson Verza                     | PMDB    | Victorino Maraskin (PT)              | 1º de janeiro de 2009 | 31 de dezembro de 2012 | Prefeito reeleito e vice eleito                       |
| 3  | Alcir Luza                        | PMDB    | Donato Possamai Dal Pont (PT)        | 1º de janeiro de 2013 | 31 de dezembro de 2016 | Prefeito e vice eleitos em sufrágio universal         |
| 4  | Augusto César Nascimento Loureiro | PSD     | Nilso Rossoni, Titi (PP)             | 1º de janeiro de 2017 | 31 de dezembro de 2020 | Prefeito e vice eleitos em sufrágio universal         |
| 5  | Valdelirio Locatelli da Cruz      | MDB     | Dirceu Ribeiro de Cândido, Nego (PT) | 1º de janeiro de 2021 | 31 de dezembro de 2024 | Prefeito e vice eleitos em sufrágio universal         |
| 5  | Valdelirio Locatelli da Cruz      | MDB     | Júlio Cezar Fabris (PODE)            | 1° de janeiro de 2025 | Atualidade             | Prefeito reeleito e vice eleito em sufrágio universal |